# Île-de-France (fårras)

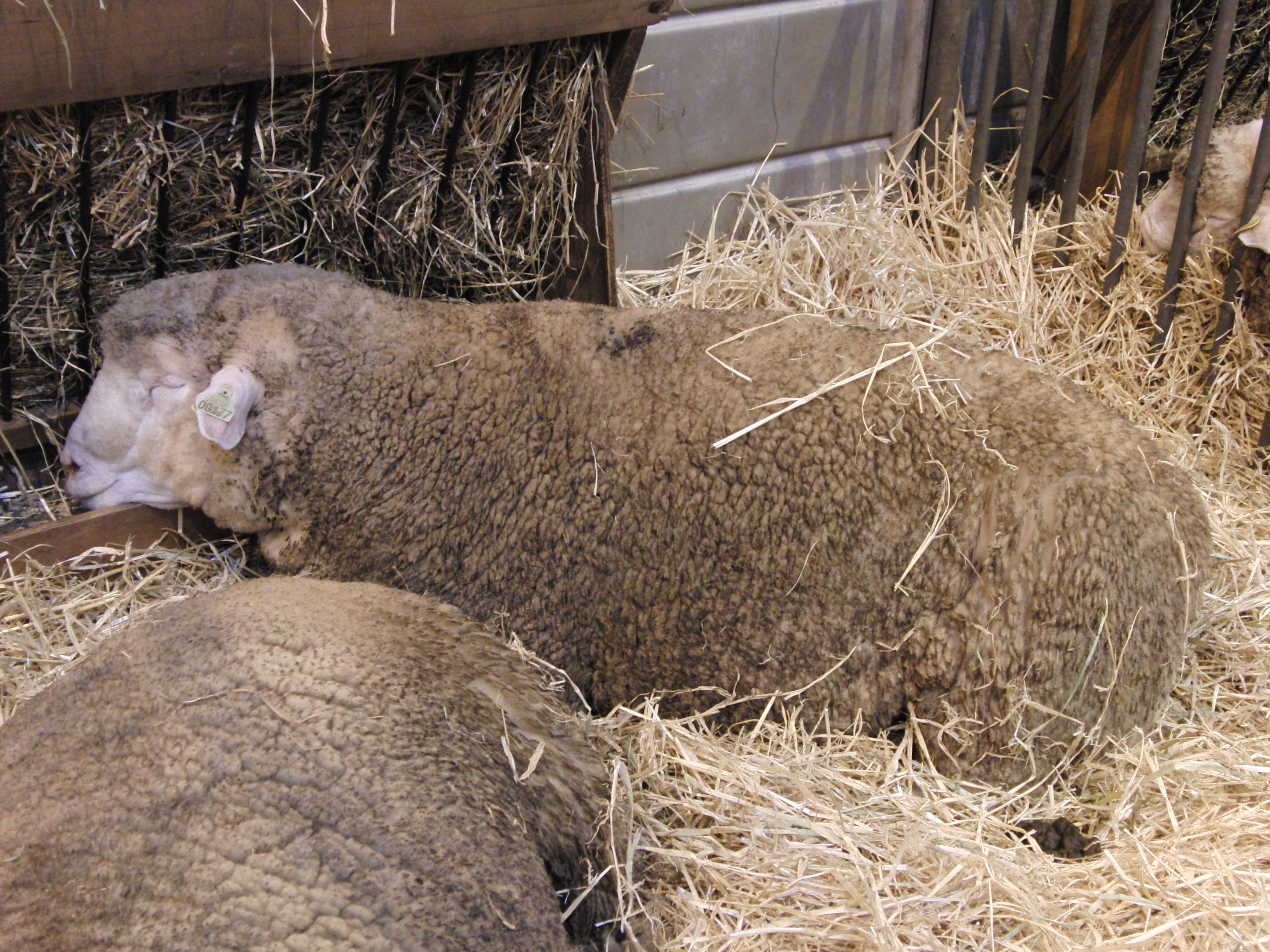
Får av rasen Île-de-France.

Île-de-France är en fransk fårras som har inslag av merino.